# Río Claro (gemeente)
Río Claro is een gemeente in de Chileense provincie Talca in de regio Maule. Río Claro telde 13.906 inwoners in 2017 en heeft een oppervlakte van 431 km².